# Izgredi na utakmici Dinamo – Crvena zvezda
Izgredi na utakmici Dinamo – Crvena zvezda zbog kojih utakmica nije odigrana između zagrebačkog Dinama i beogradske Crvene zvezde 13. svibnja 1990. ostala je zapamćena u hrvatskoj povijesti 90-ih godina 20. stoljeća. Na stadionu Maksimir izbili su neredi između Dinamove navijačke skupine Bad Blue Boys i Delija, navijača Crvene zvezde. Taj je događaj američka televizijska kuća CNN uvrstila među pet nogometnih utakmica koje su promijenile svijet, a zauzeo je četvrto mjesto.

## Povijest
Utakmica je zakazana za 13. svibnja 1990., samo tjedan nakon drugoga kruga prvih višestranačkih izbora u Hrvatskoj, na kojima je premoćno pobijedila Hrvatska demokratska zajednica.
Oko 1000 Delija došlo je na utakmicu u Zagreb. Nekoliko sati prije utakmice po Zagrebu su se događale tučnjave između Bad Blue Boysa i Delija na ulicama.[nedostaje izvor] Ozbiljne nevolje počele su dolaskom navijača na stadion. Predvođeni Arkanom,[nedostaje izvor] navijači Crvene zvezde krenuli su u rušilački pohod na južnoj tribini, nastojeći se probiti do mjesta gdje su bili Bad Blue Boys, tvrdeći da su s gornje tribine bili napadnuti kamenjem i stolicama. Probivši zaštitnu ogradu, njih nekoliko stotina napalo je malobrojne Dinamove navijače, a milicija pritom uopće nije reagirala.
BBB su srušili ogradu na sjeveru i upali u teren kako bi se suprotstavili Delijama. Nakon proboja, BBB-ovci su bili silovito napadnuti od postrojbe specijalne policije, koji nisu pokazali sličan entuzijazam prema Delijama. Taj disporporcionalni odgovor policijskom silom, neki[tko?] su objašnjavali zbog većinskog srpskog etničkog sastava specijalnih snaga policije. Prilikom sukoba s navijačima policajci su se pritom koristili palicama i suzavcem. U nekoliko minuta situacija se otela nadzoru jer je broj motiviranih navijača koji su ulazili u sukob bio veći od onoga što su specijalne snage mogle zadržati sa svojim mjerama, ljudstvom i opremom. Sat vremena kasnije, s desetcima ozlijeđenih, bitka je završila.

## Intervencija Zvonimira Bobana
Usred cijelog nereda nekoliko je Dinamovih igrača ostalo na terenu, dok su igrači Crvene zvezde već bili napustili teren i bili u svlačionicama. Dinamove su navijače od premlaćivanja branili Zvonimir Boban, Vjekoslav Škrinjar i trener Josip Kuže.
Zvonimir Boban, kapetan Dinama, napao je policajca koji je napadao Dinamovog navijača. BBB-ovci su se uskoro stavili u obranu Bobana poput tjelesnih čuvara. Zbog tog čina Boban je postao svojevrsni "nacionalni junak". Mnogo godina kasnije govoreći o spomenutom incidentu Boban je uzjavio:
Zbog svoje akcije Bobana je suspendirao Jugoslavenski nogometni savez na razdoblje od 6 mjeseci, a protiv njega je bila podignuta optužnica od javnog pravobraniteljstva jer je fizički napad na miliciju bilo kažnjivo djelo. Napadnuti policajac Refik Ahmetović javno je oprostio Bobanu taj napad.[nedostaje izvor] Ahmetović je kasnije izjavio kako su ga kolege nakon napada nagovarale da upotrijebi vatreno oružje na Bobana, iako ga Boban nije više napadao.[nedostaje izvor]
Zlatko Kranjčar dvadeset godina kasnije o tom je danu rekao:

## Posljedice
- Izgredi na stadionu rezultirali su činjenicom da je u sukobima ozlijeđeno 79 milicajaca i 59 gledatelja.[8][9]
- Zvonimira Bobana suspendirao je Jugoslavenski nogometni savez na 6 mjeseci te je protiv njega podignuta optužnica. Zbog 9 mjeseci neigranja Boban je propustio Svjetsko prvenstvo u Italiji.[10]

## Odraz u umjetnosti
- hrvatski film Crvena prašina – jedan od prizora sadrži ove događaje
- hrvatski film ZG90

## Vanjske poveznice
- http://gol.dnevnik.hr/clanak/nogomet/video-u-pozadini-kupa-obljetnica-utakmice-dinamo-zvezda.html